# Rotala nummularia
Rotala nummularia là một loài thực vật có hoa trong họ Lythraceae. Loài này được Welw. ex Hiern miêu tả khoa học đầu tiên năm 1871.